# بنیکسیدا
بنیکسیدا (به اسپانیایی: Beneixida) یک شهرستان در اسپانیا است که در Ribera Alta واقع شده‌است.

## خصوصیات
بنیکسیدا ۳٫۲ کیلومترمربع مساحت و ۶۷۶ نفر جمعیت دارد و ۳۵ متر بالاتر از سطح دریا واقع شده‌است.